# Grosso pezzo da concerto sulle Romanze senza parole di Mendelssohn
Franz Liszt ideò il suo Grosso pezzo da concerto sulle Romanze senza parole di Mendelssohn (Grosses konzertstuck uber Mendelssohns Lieder ohne worte) per due pianoforti nel 1834. Felix Mendelssohn scrisse le sue Romanze senza parole (Lieder ohne worte) in otto raccolte di sei composizioni ciascuna, tra il 1829 ed il 1845, a partire dai vent'anni.

## La composizione
Il brano si apre con un tema introduttivo, ciclico a modo di promenade (di Mussorgskiana memoria) che introduce alcune romanze. La composizione figura in elenchi delle più importanti enciclopedie e studi particolareggiati sul grande magiaro; la prima edizione assoluta è del 2008 a cura di Giorgio Cozzolino